# 赤峰マリア
赤峰 マリア（あかみね マリア、1986年10月1日 - ）は、日本の女優。
東京都目黒区生まれ、東京都育ち。身長155cm、血液型はB型。難病にかかっていることで知られており、現在は芸能活動を休止している。

## 主な作品

### TVドラマ
- 千葉テレビ連続ドラマ「StandDownReload」裏島英玲奈役
- 千葉テレビ連続ドラマ「白の占星術師」リンダ･ハミルレイトン（金李礼）役

### 映画
- 「エンドレス･ラブ」ヒロイン琴子役
- 「私の娘は死にました」準主演母親役
- 「泣いてたまるか」主演阿部遥役
- 「賭け」主演布川尚子役
- 「とくべつ」主演時田マユミ役
- 「私の未来は…」主演桜井恭子役
- 「行うは容易く、性は難し」主演結木誠役

### 舞台
- 小松政夫一座旗揚げ公演 喜劇「しあわせのコンドル食堂」
- 「星降る夜に 70's」
- 「星降る夜に 2020」
- 「星降る夜に ファイナル」
- 「君死にたまふことなかれ」
- 「夏の終わりに…」
- 「十文字鶴子奮闘記〜〜〜恋と的屋とみそらーめ  ん」
- 「山の上のHotel別館｣
- 「ブカティーニにあうソース」
- 「あたしと名乗るこの私」
- 「中小企業の社員旅行」
- 「十文字鶴子奮闘記2014～二回目の初恋～」
- 「中小企業の下請け･孫請け･ひ孫請け！？」
- 「もんすたーずしんく」
- 「DOGS」
- 「MOTEL」
- 「パンケーキとオムライス」
- 「紅い女郎花」
- 「驚き桃の木山椒の木」ヒロイン役
- 「ベニバラ兎団「RINGWANDERING～another world～」
- 「悪魔の涙」
- 「La Vita é Bella ── とある優等生と壊れた世界」
- 「いのち短し、恋せよ男女」
- 「堕天使とボノボ」（主演。2022年へ延期）

### CM
- ビックカメラ
- 健康食品「チェストベリーラテ」「
- おもちゃ「はなやま」

### TVバラエティー番組
- TBS「あらびき団」
- 日本テレビ「世界一受けたい授業」
- 関西テレビ「ジロンパ』
- テレビ朝日「ソフトくりぃむ」（MCくりぃむしちゅー）
- 千葉テレビ「愛しのメロンパン」（司会中尾彬）
- フジテレビ「ペケ×ポン」（MCくりぃむしちゅー）
- TOKYO MX・千葉テレビ「真夜中のおバカ騒ぎ!」レギュラー出演（MC 原口あきまさ）

他多数
<雑誌><Web><ラジオ><イベントMC>多数